# Hirono Shimizu
Hirono Shimizu is een personage uit de film Battle Royale. Ze werd gespeeld door actrice Anna Nagata.

## Voor Battle Royale
Hirono is een leerling van de fictieve Shiroiwa Junior High School. Ze zit in de derde klas. Ze was een lid van de gang (bende) van Mitsuko Souma. Ze was erg aantrekkelijk, maar zat in de prostitutie en gebruikte regelmatig drugs. Ze pestte andere klasgenoten en stal. Ze had een slechte relatie met haar ouders.

## Battle Royale
Ze kreeg op school een Colt .45 Pistool en kreeg al gelijk buiten ruzie met Kaori Minami. Ze werd in de arm geschoten, maar overleed niet. Toen Shuya Nanahara de ruzie probeerde te stoppen, schoot ze op Kaori en rende weg.
Ze kreeg al gauw last van sepsis ('bloedvergiftiging') en had erge dorst, omdat ze haar water moest gebruiken voor haar wond.
De volgende dag zag ze Mitsuko en confronteerde haar voor haar moord op Megumi Eto. Hirono had de kans haar te vermoorden, maar Mitsuko was haar net iets te snel af en doodde Hirono. Ze was de negentiende die stierf.